# Paro minero de 2025
El paro minero de 2025 se refiere a la serie de manifestaciones a nivel nacional que los trabajadores de la minería informal han protagonizado exigiendo la ampliación del Registro Integral de Formalización Minera (REINFO) al gobierno de Dina Boluarte. Estas protestas son convocadas por bases de la minería informal concentradas principalmente en los departamentos de Ica y Arequipa, reportándose huelgas, bloqueo de carreteras, y enfrentamientos.
Desde el 10 de julio, la policía comenzó a intervenir minas y campamentos informales, como las ubicadas en La Esperanza,  y Zaramarca.

## Antecedentes

### Paro minero de 2024
El 20 de noviembre de 2024, mineros informales de Secocha, Caravelí y otras bases mineras bloquearon indefinidamente la Panamericana Sur en el puente del distrito de Ocoña (Camaná), en el distrito de Chala (Caravelí) y en Nazca (Ica), exigiendo continuidad del Registro Integral de Formalización Minera (Reinfo) y la no aprobación de la ley de la Pequeña Minería y Minería Artesanal (MAPE), el cual busca establecer un marco legal renovado para la formalización minera. Días después, los mineros expandieron los bloqueos a la vía Lucanas (Ayacucho), y en Marcas (Huancavelica). Por estas tomas de carreteras, cientos de camiones y unidades vehiculares se han quedado varados, y se han suspendido los viajes interprovinciales en Arequipa, Moquegua, Tacna y Madre de Dios.
Una gran delegación de mineros informales tomaron la avenida Abancay y acamparon algunos días en dicho lugar en señal de protesta. En el distrito de Mariano Nicolás Valcárcel (Arequipa), estudiantes escolares marcharon a favor de la huelga minera. Por estos motivos, en diciembre de 2024, el gobierno decidió ampliar por seis meses el Reinfo.

## Conflicto

### Finalización del Reinfo
El 3 de julio de 2025, el Ministerio de Energía y Minas publicó la resolución directoral 0004-2025-MINEM/DGFM, en la cual daba por finalizado el proceso de formalización de 50.000 inscripciones que estaban suspendidas por más de un año, en tanto, el ministro de Energía y Minas, Jorge Montero, informó que, hasta junio había 82.000 mineros inscritos en el Reinfo de los cuales solo 20.000 seguían activos y el resto se encontraban en condición de suspendidos.

### Estallido Inicial

#### Bloqueos en la Panamericana Sur
El 30 de junio de 2025, la Confederación Nacional de la Pequeña Minería y Minería Artesanal del Perú (CONFEMIN) convocó a un paro nacional indefinido en contra de la finalización del Registro Integral de Formalización Minera (REINFO) respaldado en el Decreto Supremo N.º 012-2025-EM, exigiendo al gobierno de Dina Boluarte su ampliación y otras medidas.
Este mismo día, una gran cantidad de mineros artesanales de las bases de Secocha y del Valle de Ocoña bloquearon de manera indefinida con piedras y rocas el kilómetro 782 de la Carretera Panamericana Sur ubicado en el puente Ocoña del distrito homónimo (Camaná). Desde Arequipa, los mineros anunciaron que el paro continuaría en caso de que el gobierno no cediera. Para el 2 de julio, unos 15.000 mineros procedentes de Chaparra y Mollehuaca (Arequipa) y Relave, Pausa y San Luis (Ayacucho) tomaron el kilómetro 689 de la Panamericana Sur del distrito de Chala (Caravelí) portando pancartas y herramientas de trabajo. Los bloqueos de Chala y Ocoña dejaron a una gran cantidad de camiones y vehículos varados, únicamente otorgándose treguas por breves lapsos de tiempo.
Simultáneamente a los bloqueos en Arequipa, otras delegaciones de mineros viajaron a Lima, e instalaron carpas frente al Ministerio de Energía y Minas y la sede del Congreso de la República, solicitando la ampliación del Reinfo sin nuevas restricciones.

El 8 de julio, una delegación de mineros artesanales bloqueo el kilómetro 444 de la Panamericana Sur ubicado en el puente Aja en Nazca (Ica), exigiendo la promulgación de una ley que permita la formalización minera. Horas después, un contingente policial y militar se apersonó al lugar, pero no desbloqueo la ruta. Los mineros únicamente otorgaron treguas de poco más de 2 horas, pero aún permanecían varados una gran cantidad de personas. El 9 de julio, unos 200 mineros de las bases de Torconta, Huacán, Pampas Bayas y Titay de Caylloma bloquearon el kilómetro 921 de la Panamericana Sur en el sector de Alto Siguas del distrito de Majes, y amenazaron con avanzar hacia el distrito de La Joya (Arequipa):
Estamos comenzado con las protestas de la base Majes Pedregal, vienen más compañeros y estaremos yendo al kilómetro 48. Pedimos plazo de tres años para formalizarnos. Estamos dando tregua una hora. 

#### Expansión del paro
Los mineros artesanales también interrumpieron con piedras, rocas y neumáticos el kilómetro 121 de la carretera Trujillo – Huamachuco y el kilómetro 129.5 de la carretera Longitudinal de la Sierra Norte en el departamento de La Libertad, y los kilómetros 37-600 y 121 de la carretera Mara - Velille en el departamento de Cuzco. El 10 de julio, los mineros se tomaron los kilómetros 120 y 130 de la Carretera Interoceanica de la provincia de Lucanas (Ayacucho).

### Respuesta gubernamental

#### Desbloqueo de Nazca y destrucción del campamento de Tulín
El 10 de julio, al menos 1000 efectivos policiales de la Unidad de Servicios Especiales (USE) de Pisco y de la Dirección Nacional de Operaciones Especiales (Dinoes) se movilizó hacia el puente Aja de Nazca con el objetivo de liberarlo del control de los mineros informales. Luego de entablar diálogo, los mineros desbloquearon pacíficamente la Panamericana Sur y se retiraron. Luego del operativo de desbloqueo, el contingente policial tomó y destruyó una mina ilegal denominada "La Esperanza", ubicada en el centro poblado de Tulín en el distrito de El Ingenio (Nazca). El 11 de julio, entre 150 y 200 mineros intentaron volver a bloquear el puente de Nazca, pero fueron desalojados por la policía con bombas lacrimógenas, siendo detenidos 3 manifestantes.
Por la tarde del 10 de julio, las delegaciones mineras que se encontraban en Lima intentaron volver a instalar sus carpas frente a la sede del Congreso de la República, pero tuvieron fuertes enfrentamientos con un contingente policial en la avenida Abancay.

#### Desbloqueo de Chala
El 11 de julio, contingentes policiales de la USE y Dinoes se movilizaron a los distritos de Ocoña y Chala, con el aparente objetivo de liberar ambas vías bloqueadas de manera simultánea.

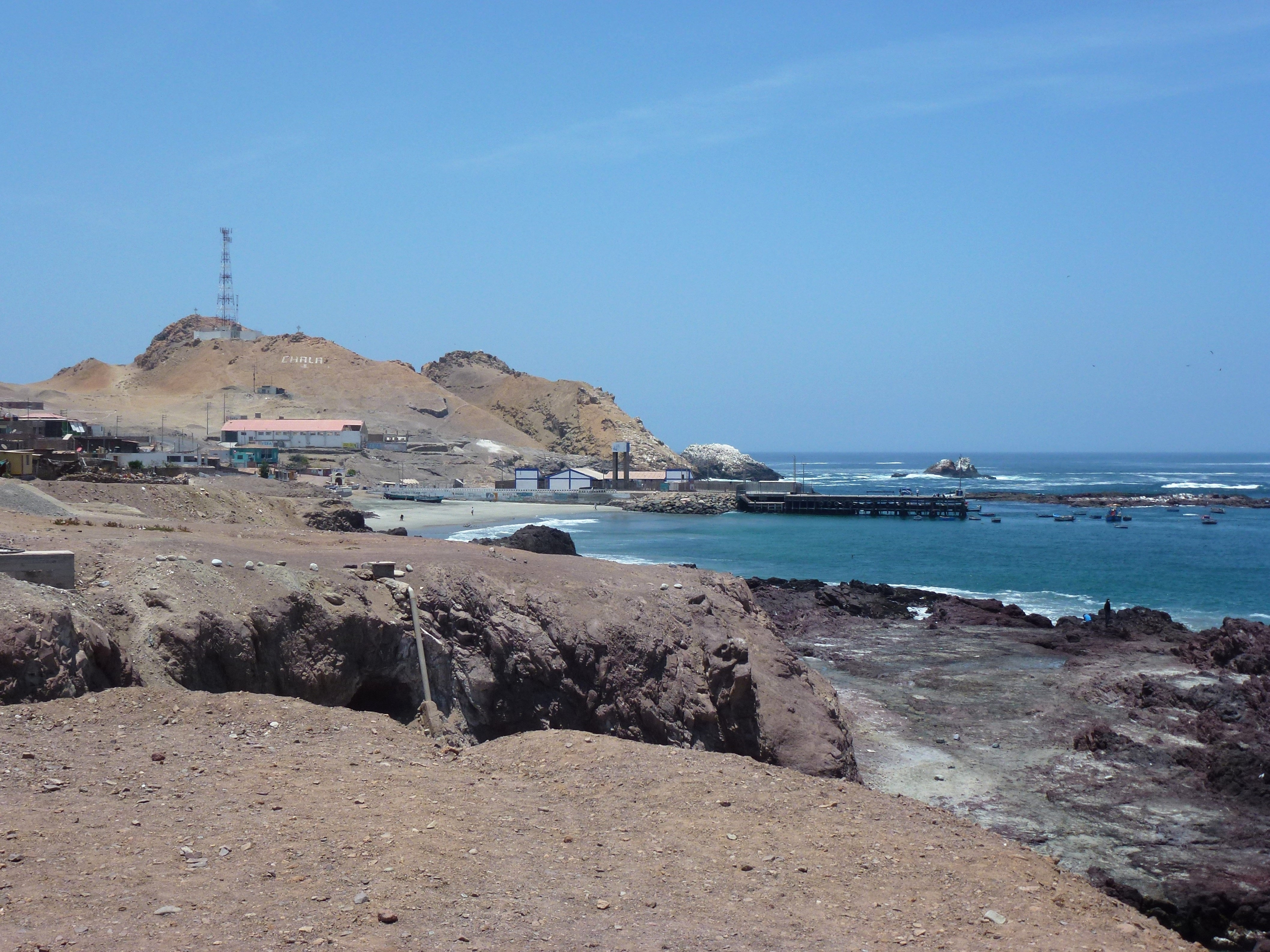
Vista del puerto de Chala.

Por la mañana, un gran contingente policial apoyados por la Policía Montada, motorizados y dos tanquetas comenzó el operativo de liberación de vías en el distrito de Chala y desbloqueo la Panamericana Sur, luego de sostener un violento enfrentamiento con centenares de mineros informales que levantaron barricadas y emplearon piedras y rocas para resistir el operativo, en contraste, los agentes utilizaron bombas lacrimógenas, perdigones y piedras. Los enfrentamientos se dieron tanto en la carretera como en diversos sectores de la ciudad, incluyendo los cerros. Finalmente, luego de 11 días de bloqueo, la policía logró liberar la Panamericana Sur de Chala, dejando un saldo de 1 civil fallecido (por impacto de bala), 20 heridos (trece civiles y siete policías), y 8 detenidos, a los cuales se les dictó detención preliminar de siete días.
Luego de la incursión policial en Chala, los mineros arrojaron gigantescas piedras y rocas al puente Ocoña, obstruyendo más de 100 metros de la Panamericana Sur, no obstante, poco después, liberaron pacíficamente tanto el puente Ocoña, como el Alto Siguas.

#### Paro en Pataz
El 11 de julio, integrantes de las rondas campesinas de la provincia de Pataz (La Libertad) bloquearon los puentes Mamahuaje, Raimondi, Marcos y Calemar, en apoyo al paro minero nacional. Para el 14 de julio, las rondas campesinas levantaron el paro en Pataz en vista de que se entablo una mesa de diálogo entre el gobierno y la Confemin.

#### Operativo en Zaramarca
El 22 de julio, unos 150 efectivos policiales junto a fiscales realizaron un operativo de interdicción en el sector de Zaramarca, provincia de Palpa (Ica), en el cual destruyeron con dinamita varios socavones y confiscaron maquinaria que era empleada por la minería informal, en tanto, los mineros huyeron a los cerros. El operativo se realizó pese a la mesa de diálogo entre la Confemin y el gobierno.